# Rauan Kenzhekhanuly
Rauan Kenzhekhanuly, kazakiska Raýan Kenjehanuly, född den 1 maj 1979 i Östkazakstan, Kazakstan, är en kazakisk politiker och wikipedian. 
Kenzhekhanuly var den förste att få ta emot utmärkelsen Årets Wikimedian 2011, som han erhöll för sitt arbete med den kazakiskspråkiga Wikipedian.  Kenzhekhanuly är, tillsammans med Timur Muktarov, Nartay Ashim och Marat Isbayev, grundare av den kazakiska ideella organisationen WikiBilim.